# 樋口智子 (歌人)
樋口 智子（ひぐち さとこ、1976年2月18日 - ）は、歌人、視能訓練士。北海道岩見沢市出身、札幌市在住。

## 来歴
北海道ハイテクノロジー専門学校在学中の1997年に作歌を始める。北海道新聞の「日曜文芸」に投稿を始め、松川洋子に師事。同じ選歌欄に投稿していた田村元、雪舟えまらと知り合う。
1999年、歌誌「りとむ」に入会。2006年に作品「夕暮れを呼ぶ」で第17回歌壇賞を受賞。2009年、第1歌集「つきさっぷ」で第15回日本歌人クラブ新人賞、第24回北海道新聞短歌賞佳作をそれぞれ受賞。柳澤美晴や山田航らとともに札幌の短歌勉強会「アークの会」に参加している。

## 著書
- つきさっぷ 歌集 本阿弥書店 2008.12 ISBN 978-4776805496（装画：片山若子、跋文：今野寿美）
- 幾つかは星　本阿弥書店　2020.2 ISBN 978-4776814702（装画：シミー書房）